# هادسون و رکس
هادسون و رکس (به انگلیسی: Hudson & Rex) یک مجموعه تلویزیونی کانادایی است که از سال ۲۰۱۹ پخش آن آغاز شد.
این مجموعه یک اسپین‌آف از مجموعه کمیسر رکس است.